# 周以栗 (上海)
周以栗（1923年3月23日—1963年6月20日），出生上海，中華民國空軍軍官、巡邏機飛行員，在率領黑蝙蝠中隊駕駛P2V-7U赴中國大陸執行任務時，遭王文禮駕駛的MiG-17戰鬥機擊落，全體機員身亡。

## 生平
1923年3月23日，周以栗出生於上海，空軍官校二十一期畢業，歷任空軍總部情報署作戰長等職，升至空軍中校三級，多次深入中國大陸執行空投任務，曾當選第十二屆國軍克難英雄。
曾組織黑蝙蝠中隊「戰術戰法」研究小組的周以栗，於1961年某日，在新竹上空駕駛P2V-7進行訓練，突遇救生艇飛出機上、掛在水平舵上，導致在高空五千英尺馬力消失。他立即打開噴射引擎、拉高機頭，將救生艇吹離機尾，讓飛機恢復正常，化除危機。
1961年10月6日，職等為少校的周以栗擔任黑蝙蝠中隊飛行員，在機長尹金鼎少校帶領下，共十三名組員執行電子偵蒐。15點55分從新竹空軍基地起飛，19點46分由廣東陽江進入中國大陸，再經由廣西欽縣時遭圖-4追擊，以電子干擾加上迂迴機動閃躲而擺脫。又在江西南昌附近被MiG-17開炮追擊，依然以電子干擾擺脫，於次日3點55分安降新竹，共飛12小時。
1963年6月19日晚，身為中校的黑蝙蝠中隊機長周以栗，共十四名組員搭乘P2V-7U執行對華中、華南地區軍事要地電子偵蒐，以南昌為重點，航線沿途多係解放軍軍事要地。當晚上7點從新竹空軍基地起飛北上，保持海上低飛，20點40分由浙江三門灣進入。22點20分飛越九江，獲圖-4攔截信號，立即採取機動飛行與相關反制，始擺脫共軍跟蹤，繼續飛往湖北，抵咸寧後南向返回江西。22點50分，中國人民解放軍空軍24師夜航獨立大隊副大隊長王文禮駕駛MIG-17PF起飛，奉令攔截，但僅飛20分鐘即返場。次日0點10分，周以栗等機員經由樟樹，圖-4再度攔截，再作低空迴避時，被0點18分再度起飛的王文禮連續開火擊中，全體機員殉職。
墜落現場有十五具屍體、比黑蝙蝠中隊所載還多出一位，為非機組人員、身著便服的無名尸，疑為台灣地下特務。《中國之翼》總編輯劉文孝指出，與空軍情報署互不隸屬的情報局會派地下情報員搭乘，並且於起飛前才在跑道上登機，坐於機尾不與任何人對談，以避免機密泄漏，目的是為赴中國大陸偏遠地區設立游擊基地。
| 姓名   | 位階 | 職位             |
| ------ | ---- | ---------------- |
| 周以栗 | 中校 | 機長正駕駛飛行官 |
| 陳元諱 | 少校 | 副駕駛飛行官     |
| 黃繼鑫 | 上尉 | 副駕駛飛行官     |
| 李文駿 | 少校 | 主領航官         |
| 王守信 | 中尉 | 領航官           |
| 傅永練 | 中尉 | 領航官（助理）   |
| 汪洽   | 少尉 | 電子反制官       |
| 黃克成 | 少校 | 電子反制官       |
| 馮成義 | 少校 | 電子反制官       |
| 薛登舉 | 上尉 | 電子反制官       |
| 汴大存 | 上尉 | 通信官           |
| 彭家駒 | 士官 | 機械長           |
| 程克勤 | 士官 | 空技員           |
| 楊思隆 | 士官 | 空技員           |

罹難日一早，新竹市東大路的空軍子弟小學（後為紀念吳載熙改名為載熙國民小學），周以栗就讀小學三年級的兒子周天與十多名小學生在第一節下課時間來到校長室，聽校長宣布了他們父親的噩耗。

## 身後

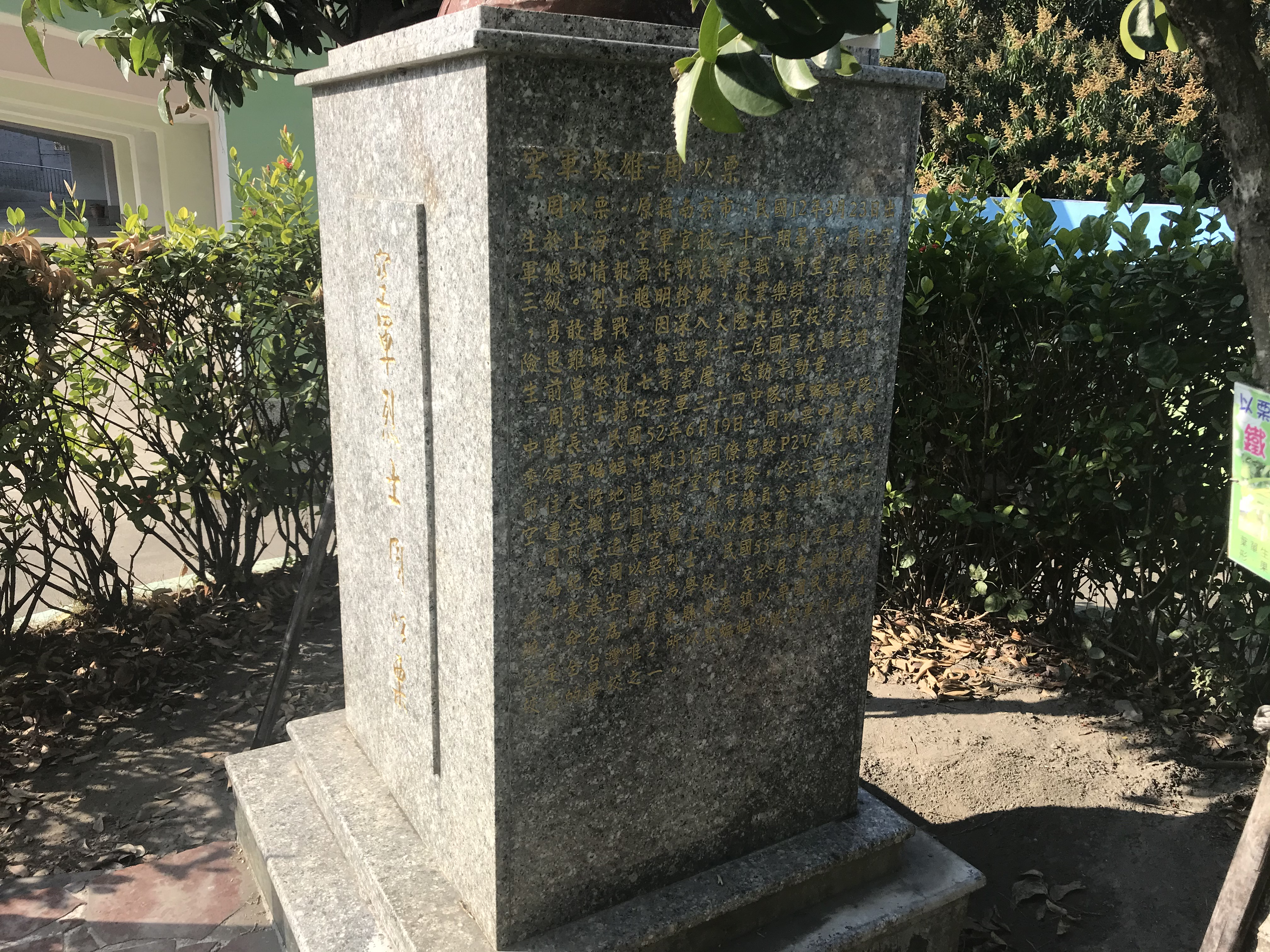
周以栗銅像碑文

周以栗殉職後獲得褒揚及追晉為上校，卻因涉及軍事機密未能公開。1966年8月，空軍總部將位於屏東縣東港鎮的空軍子弟學校，撥交由屏東縣政府接辦，命名為「以栗國小」，是全台唯二以黑蝙蝠空軍中隊烈士為名的學校之一。另一所是紀念葉拯民的雲林縣虎尾鎮拯民國小。1987年，林木川雕鑄周以栗銅像，安置在校園內。
多年來，周以栗遺孀蕭家珍和其他遺眷，費盡心思查詢機員遺骨。2009年，一位黑蝙蝠退役人員在加拿大無意間讀到中國大陸報導王文禮擊落飛機的事蹟，發覺時間跟周以栗事發時相當接近，遂寫信詢問王文禮當時事發地，後者毫不避諱回信提供方向，終於找當年偵察機墜落的地方──江西臨川市郊大窩坑。當時原本有人要安排這些遺族和王文禮見面，後來因故作罷。一位家屬表達如今對王文禮已無恨意。全程參與尋骨的臺視新聞部製作人蔣任表示﹐墓碑僅存年代，名稱已不清楚，還曾被當地村民拿去作洗衣板，直到台灣家屬於2001年尋骨時才放回。總共挖出一麻袋遺骸、降落傘、襪子、和飛機零件等，有找回大腿骨，卻無任何人頭骨。
2001年12月初，周以栗等十四位靈骨終返臺灣，又於同月10日在台北縣新店碧潭的空軍烈士公墓舉行祭祀及安厝，由空軍總司令陳肇敏主持公祭，前後期同學及空軍弟兄都出席追思，家屬含淚答禮， 殉難機長周以栗遺孀蕭家珍代表遺族答謝國軍厚葬。2007年8月，與母親蕭家珍一起於蒙提贝罗參加旅美加校友聯誼會的周天表示，據他所知目前黑蝙蝠中隊15架失事飛機中，只有兩架飛機組員的遺骸被迎回。

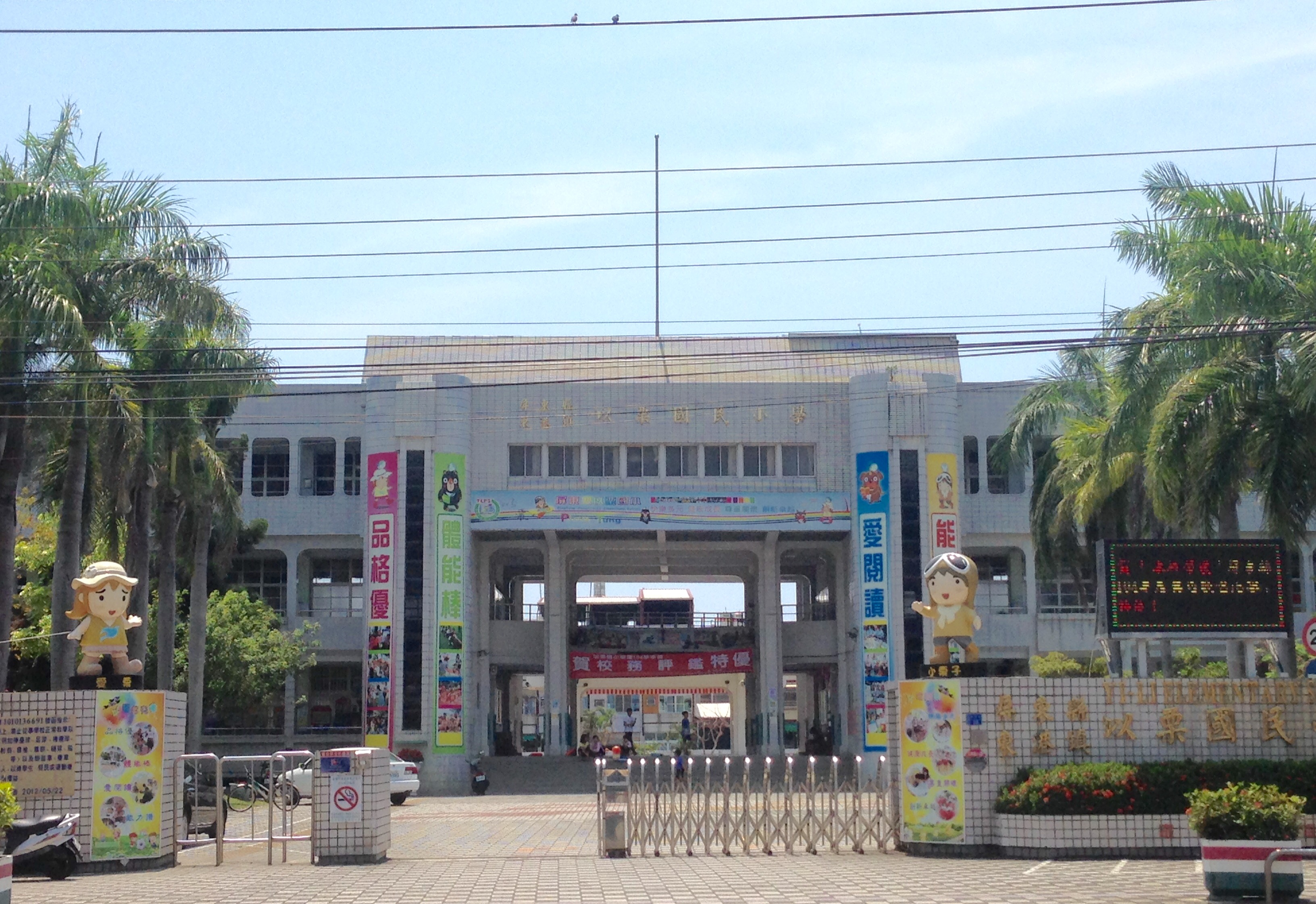
以栗國小大門與川堂

洪美珠接任以栗國小校長後，將周以栗的事蹟特別列入學校本位課程，並設計一系列公仔，為代表周以栗的「小栗子」、象徵以栗好兒童的「愛栗」、及以栗校徽和平鴿的「小栗鳥啾啾」，更將大門口設立其公仔，及陳述事蹟的故事牆、校內刊物，邀請卡等也印有周以栗的公仔。她更曾帶領畢業生到新竹黑蝙蝠紀念館參觀，並訪問八十多歲的黑蝙蝠隊員追憶周以栗。校方還編製成戲劇，讓學童在兒童節演出。
校內特別創立「小小解說員」社團，訓練學生除知道、吸收《海角七號》、黑蝙蝠中隊的歷史故事，還能向親朋好友介紹，把故事傳遞出去。

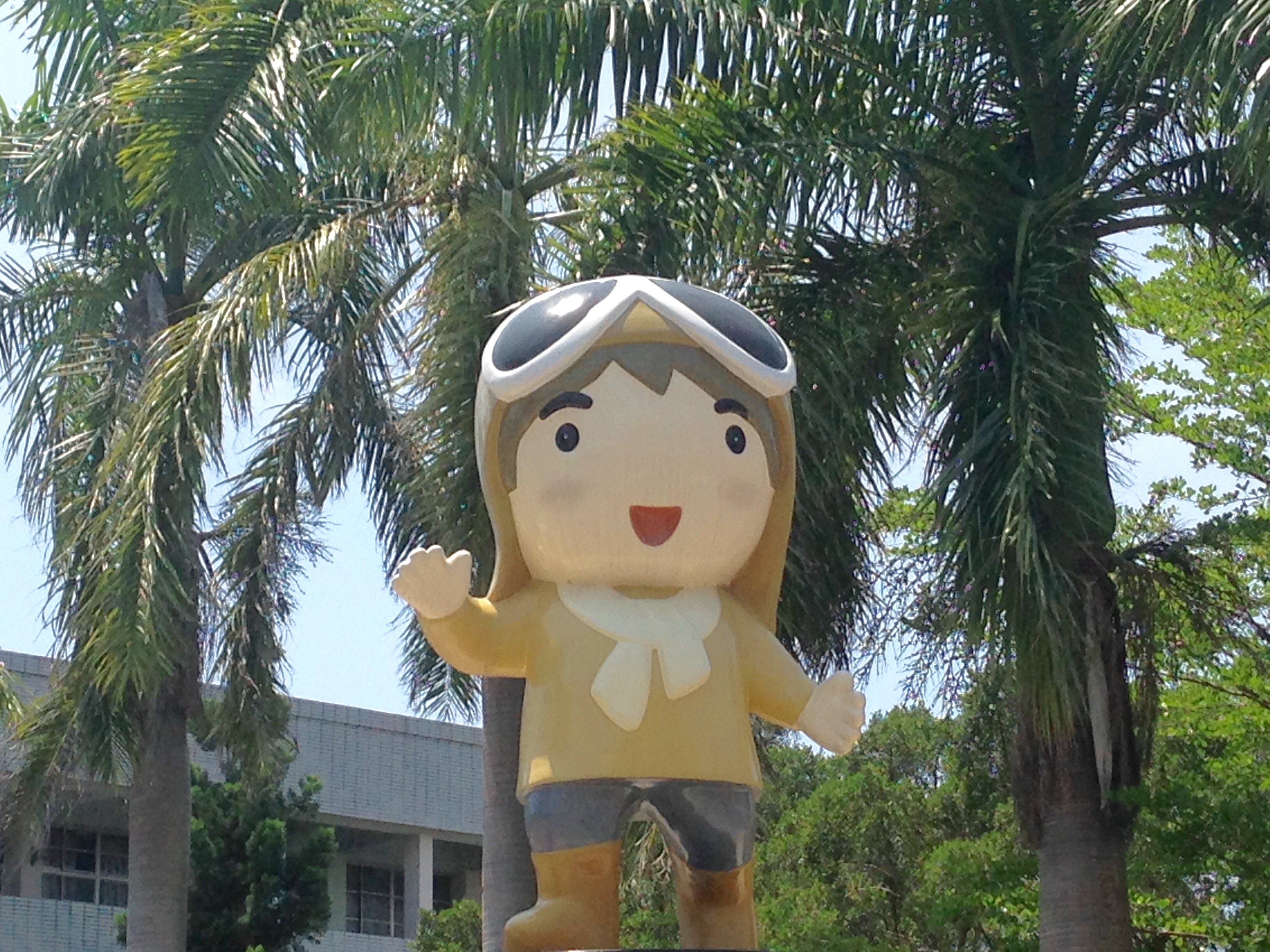
以栗公仔
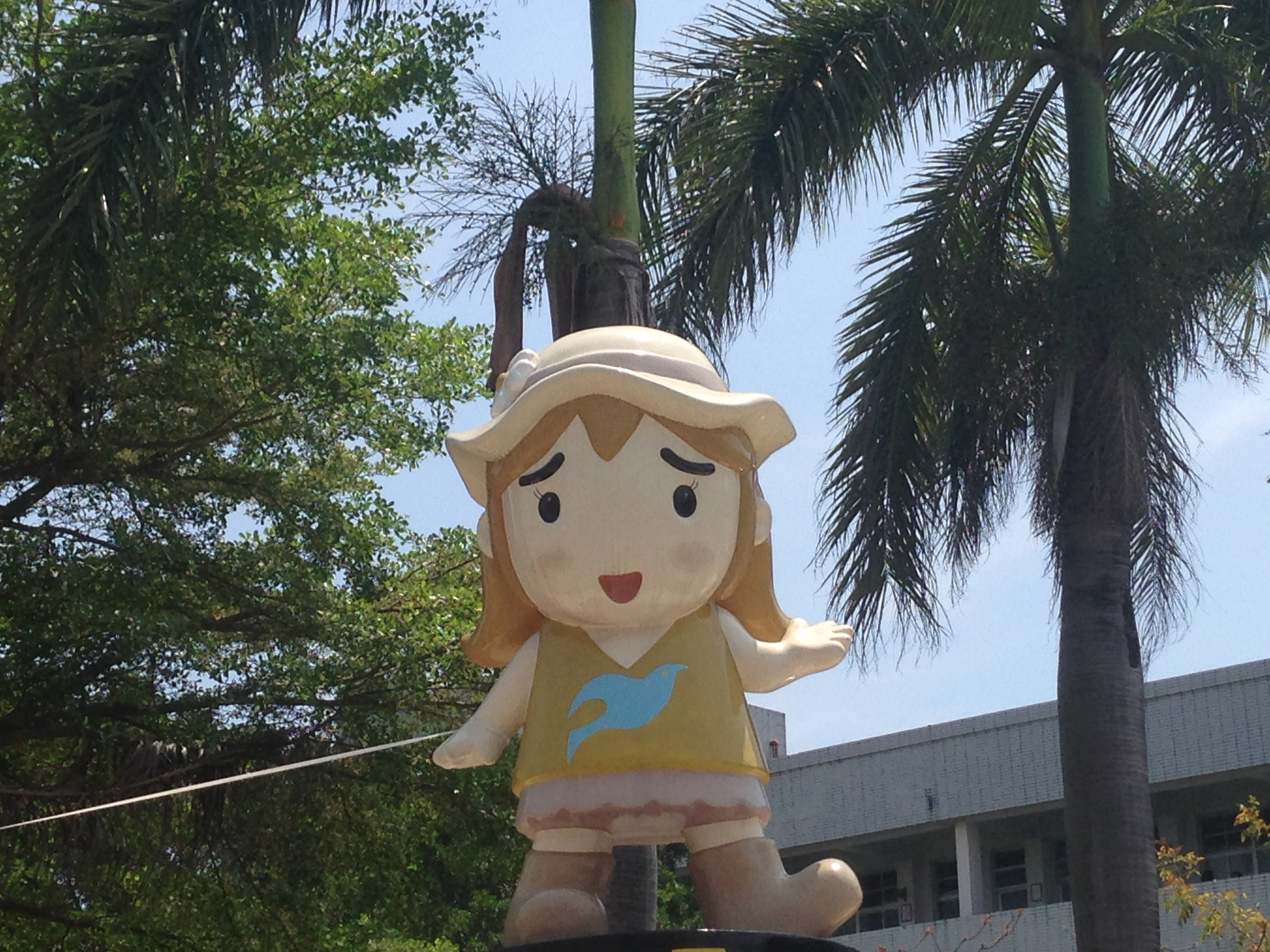
愛栗公仔

周天的妻子萬文蘭2015年從美國回台探親時，透過屏東縣政府觀光傳播處、教育處協助，至以栗國小拜訪，對於該校對周以栗所作之事，讓她及隨行的友人郭文蕙，均大受感動。萬文蘭見到校門旁的周以栗故事牆，忍不住流下淚來，嘆道：「沒想到我公公是這麼多孩子的榜樣！」

## 家庭
父親周伯昂，阜寧縣人，北平中國大學法律系畢業，律師，1920年春於泰州結婚，育四男四女。
妻子蕭家珍，出身名門，畢業於北平大學，與丈夫生一子。兒子周天，在洛杉磯的中華航空工作，娶萬文蘭為妻。